# Roller Maidens from Outer Space
Roller Maidens from Outer Space es el único álbum de estudio de Phil Austin, uno de los miembros del grupo de comedia The Firesign Theatre. Fue publicado en mayo de 1974 a través del sello Epic Records. David Ossman, integrante de The Firesign Theatre, describió Roller Maidens from Outer Space como “una historia de detectives surrealista con música que se desarrolla en las delgadas fronteras entre los electrones, donde el Apocalipsis siempre está en marcha”.

## Recepción de la crítica
Un escritor no especificado de Record World escribió: “El humor extraño que prevalece en las grabaciones de Firesign Theatre también domina aquí y debería tener buenos resultados entre los muchos fans que el grupo ha acumulado. La variedad de material es abundante y la producción sobresale”. Un escritor no especificado de la revista Cash Box comentó: “La mente estrafalaria e ingeniosa del miembro fundador del Firesign Theatre, Phil Austin, explota en este LP épico de mezcla mixta que presenta una combinación de comedia musical y narrativa. Particularmente eficaz es el sentido del ritmo de Austin, que evita que el flujo se acelere excesivamente y se estanque”. Un escritor no especificado de Billboard escribió: “El material es inteligente y está bien concebido, al igual que el acompañamiento musical y la voz de Austin”. Firesign Theatre Legacy describió el álbum como “una hábil y delirante combinación de radioteatro y música rock con tintes country”.

## Rendimiento comercial
Billboard informó en la semana del 4 de mayo de 1974 que Roller Maidens from Outer Space fue una selección en radio FM con emisión en WVVS-FM, una de las principales estaciones del país. La semana siguiente, el álbum fue una selección de acción en radio FM en otras cinco estaciones líder: WOUR-FM, WPLR-FM, WRAS-FM, KGB-FM y WMMR-FM.

## Lista de canciones
Todas las canciones escritas y compuestas por Phil Austin.
Lado uno
1. «Lord Jim Crappington» – 1:49
2. «C'mon Jesus» – 3:40
3. «Carhook» – 3:34
4. «The Regular and Ethyl Show» – 1:28
5. «Switchblade Pitchforks» – 2:21
6. «The John Fresno Story» – 10:15

Lado dos
1. «The Bad News» – 4:12
2. «T.V.» – 1:03
3. «Celebrity Roller Rassling» – 2:56
4. «A Square Dance» – 2:19
5. «Dick Private's Personal Peril» – 3:38
6. «The Thrilling End» – 8:35

## Créditos y personal
Créditos adaptados desde las notas de álbum de Roller Maidens from Outer Space.
Músicos
- Phil Austin – voces
- Peter Bergman – voces
- David Ossman – voces
- Philip Proctor – voces
- Charles Larkey – bajo eléctrico
- Joe Vaccaro – batería, tabla de lavar
- Skip Edwards – piano
- Donald Beck – steel guitar, guitarra acústica y eléctrica, banjo
- Pete Jolly – acordeón
- Bobby Bruce – violín tradicional
- Oona Elliott – coros
- Lesley Gore – coros

Personal técnico
- Michael Sunday – productor
- Norman Kurban – arreglos
- Michael Stone – ingeniero de audio
- Anne Garner – diseño de portada